# ヨハン・ヴィルヘルム (ユーリヒ＝クレーフェ＝ベルク公)
ユーリヒ＝クレーフェ＝ベルク公ヨハン・ヴィルヘルム（ドイツ語：Johann Wilhelm, Herzog von Jülich-Kleve-Berg, 1562年5月28日 - 1609年3月25日）は、ユーリヒ＝クレーフェ＝ベルク公（在位：1592年 - 1609年）。

## 生涯
ヨハン・ヴィルヘルムはユーリヒ＝クレーフェ＝ベルク公ヴィルヘルム5世とマリア・フォン・エスターライヒの息子である。クサンテンで育ち、ミュンスター司教となったが、兄カール・フリードリヒの不慮の死により、ユーリヒ＝クレーフェ＝ベルク公領の後継者となった。ヨハン・ヴィルヘルムはアルテナ伯でもあった。ユーリヒ＝クレーフェ＝ベルク公領は神聖ローマ帝国内の帝国諸侯領が集まってできていた。ヨハン・ヴィルヘルムは1585年にバーデン＝バーデン辺境伯フィリベルトの娘ヤコベ（1597年没）と結婚、2度目にロレーヌ公シャルル3世の娘アントワネット（1610年没）と再婚した。また、ヨハン・ヴィルヘルムは1585年より前にアンナ・オプ・デン・グラーフと貴賤結婚をし、息子ヘルマンをもうけたといわれている。
ヨハン・ヴィルヘルムは精神疾患があり、医師フランチェスコ・マリア・グアッツォの治療を受けていた。
1609年にヨハン・ヴィルヘルムは死去し、遺領はヨハン・ヴィルヘルムの二人の姉の後継者が権利を主張した。長姉マリー・エレオノーレはプロイセン公アルブレヒト・フリードリヒと結婚し、その娘アンナはプロテスタントでブランデンブルク選帝侯ヨハン・ジギスムントと結婚していた。次姉アンナはプファルツ＝ノイブルク公フィリップ・ルートヴィヒと結婚し、その息子ヴォルフガング・ヴィルヘルムはカトリックであった。
プロテスタントとカトリックの対立は悪化し、1618年に三十年戦争に発展し、継承に関する対立は戦争の一部となった。軍により領地が荒廃し、ヴィルヘルム5世時代に有名であった財産を失った後、最終的にブランデンブルク選帝侯家がクレーフェ＝マルクを、プファルツ＝ノイブルク公家がユーリヒ＝ベルクを手に入れた。